# Poiana Maggiore
Poiana Maggiore est une commune de la province de Vicence dans la région Vénétie en Italie.

## Monuments
- Villa Poiana conçue par l'architecte Andrea Palladio.

## Administration
| Période                                  | Période  | Identité        | Étiquette | Qualité |
| ---------------------------------------- | -------- | --------------- | --------- | ------- |
| 28 juin 2004                             | En cours | Gabriele Cavion |           |         |
| Les données manquantes sont à compléter. |          |                 |           |         |

### Hameaux
Cagnano, Cicogna, Pezze Lunghe

### Communes limitrophes
Asigliano Veneto, Cologna Veneta, Montagnana, Noventa Vicentina, Orgiano, Roveredo di Guà, Saletto, Sossano

## Personnalités liées à la commune
- Antonio Magarotto